# Asterope lugens
Asterope lugens is een vlinder uit de onderfamilie Biblidinae van de familie Nymphalidae. De wetenschappelijke naam van de soort werd in 1903 gepubliceerd door Herbert Druce.